# Кистер (тауншип, Миннесота)
Кистер (англ. Kiester) — тауншип в округе Фэрибо, Миннесота, США. На 2000 год его население составило 320 человек.

## География
По данным Бюро переписи населения США площадь тауншипа составляет 92,8 км², из которых 92,8 км² занимает суша, водоёмов нет.

## Демография
По данным переписи населения 2000 года, здесь находились 320 человек, 120 домохозяйств и 101 семья.  Плотность населения —  3,4 чел./км².  На территории тауншипа расположена 131 постройка со средней плотностью 1,4 построек на один квадратный километр. Расовый состав населения: 98,12 % белых, 0,31 % афроамериканцев, 0,31 % коренных американцев, 0,31 % — других рас США и 0,94 % приходится на две или более других рас. Испанцы или латиноамериканцы любой расы составляли 0,62 % от популяции тауншипа.
Из 120 домохозяйств в 35,0 % воспитывались дети до 18 лет, в 75,0 % проживали супружеские пары, в 7,5 % проживали незамужние женщины и в 15,8 % домохозяйств проживали несемейные люди. 13,3 % домохозяйств состояли из одного человека, при том 9,2 % из — одиноких пожилых людей старше 65 лет. Средний размер домохозяйства — 2,67, а семьи — 2,91 человека.
25,6 % населения — младше 18 лет, 8,4 % — в возрасте от 18 до 24 лет, 27,2 % — от 25 до 44, 22,8 % — от 45 до 64, и 15,9 % — старше 65 лет. Средний возраст — 40 лет. На каждые 100 женщин приходилось 122,2 мужчин.  На каждые 100 женщин старше 18 приходилось 107,0 мужчин.
Средний годовой доход домохозяйства составлял 37 188 долларов, а средний годовой доход семьи —  39 205 долларов. Средний доход мужчин —  25 208  долларов, в то время как у женщин — 18 750. Доход на душу населения составил 17 258 долларов. За чертой бедности находились 5,3 % семей и 7,7 % всего населения тауншипа, из которых 18,8 % младше 18 и 3,6 % старше 65 лет.